# Вітербо (провінція)
Провінція Вітербо (італ. Provincia di Viterbo) — провінція в Італії, у регіоні Лаціо.
Площа провінції — 3 612 км², населення — 322 793 осіб.
Столицею провінції є місто Вітербо.

## Географія
Межує на північному заході з регіоном Тоскана (провінцією Гроссето і провінцією Сьєна), на північному сході з регіоном Умбрія (провінцією Терні), на сході з провінцією Рієті, на півдні з провінцією Рим, на заході з Тірренським морем.

## Основні муніципалітети
Найбільші за кількістю мешканців муніципалітети (ISTAT, 31-05-2007):
| Муніципалітет       | Осіб   |
| ------------------- | ------ |
| Вітербо             | 60.806 |
| Чівіта-Кастеллана   | 16.495 |
| Таркуінія           | 16.268 |
| Монтефіасконе       | 13.364 |
| Ветралла            | 12.943 |
| Непі                | 8.869  |
| Рончільйоне         | 8.698  |
| Соріано-нель-Чіміно | 8.572  |
| Орте                | 8.555  |
| Монтальто-ді-Кастро | 8.434  |
| Тусканія            | 8.060  |
| Фабріка-ді-Рома     | 7.778  |
| Капраніка           | 6.200  |
| Сутрі               | 6.059  |
| Аккуапенденте       | 5.776  |
| Капрарола           | 5.526  |
| Каніно              | 5.165  |